# Parapierrotite
La parapierrotite (simbolo IMA: Ppie= è un minerale del gruppo della sartorite appartenente alla famiglia dei "solfuri e solfosali" con composizione chimica TlSb5S8.

## Etimologia e storia
La parapierrotite è stata chiamata in questo modo per la sua stretta relazione con un altro minerale, la pierrotite (Tl2(Sb,As)10S16); a sua volta essa prende il nome da Roland Pierrot (1930 - 1998), un mineralogista francese che è stato a capo del Dipartimento di Mineralogia e Segretario Generale del "National Geographical Service" presso il "French Geological Survey".

## Classificazione
Nella classica nona edizione della sistematica dei minerali di Strunz la parapierrotite si trova nella classe "2. Solfuri e solfosali" e nella sottoclasse "2.H Solfosali di archetipo SnS", questa viene ulteriormente suddivisa in base all'eventuale presenza di certi metalli, in modo da trovare il minerale nella sezione "2.HC Con solo Pb", dove insieme alla pierrotite forma il sistema nº 2.HC.05.f.
Tale classificazione viene mantenuta anche nell'edizione successiva, proseguita dal database "mindat.org" e chiamata Classificazione Strunz-mindat nella quale però, oltre ai minerali già citati, si aggiunge la philrothite.
Anche nella Sistematica dei lapis (Lapis-Systematik) di Stefan Weiß la parapierrotite è elencata nella classe dei "solfuri e solfosali" e nella sottoclasse dei "solfosali (S : As,Sb,Bi = x)"; qui è nella sezione dei "solfosali con tallio/mercurio predominante (x = 4,0 - 1,6)" dove insieme a rebulite, jankovićite, philrothite, imhofite, bernardite, gillulyite, pierrotite, dalnegroite, chabournéite, protochabournéite, boscardinite e gabrielite forma il sistema nº II/E.14.
Stessa cosa per la classificazione dei minerali secondo Dana, usata principalmente nel mondo anglosassone, che elenca la parapierrotite nella classe dei "solfuri e solfosali" e nella sottoclasse dei "solfosali con rapporto 1 < z/y < 2 e composizione (A+)i(A2+)j[ByCz], A = metalli, B = semimetalli, C = non metalli"; qui è nel gruppo senza nome con numero 03.08.14 con la bernardite.

## Abito cristallino
La parapierrotite cristallizza nel sistema monoclino con il gruppo spaziale Pn con i parametri reticolari a = 8,1005(14) Å, b = 19,4385(9) Å, c = 9,0359(4) Å e β = 92,041(3), oltre ad avere 4 unità di formula per cella unitaria.

## Origine e giacitura
La parapierrotite ha origini idrotermali ed è stata trovata in cavità nel realgar; qui è in paragenesi con realgar e avicennite.
Il minerale è molto raro ed è stato trovato solo in pochi siti sparsi per il mondo. In Italia la parapierrotite è stata rinvenuta a Sant'Anna di Stazzema (Toscana).
Altri siti sono: Gap (in Provenza-Alpi-Costa Azzurra, in Francia); la cava di "Lengenbach" nella valle di Binn (nel Canton Vallese, in Svizzera); la Sacha e Turinsk nell'oblast' di Sverdlovsk (in Russia); Kavadarci (Macedonia del Nord); Gračanica (Bosnia ed Erzegovina); Marathon nel distretto di Thunder Bay (Canada); i distretti minerari di "Blue Bell" e "Lookout Pass" (contea di Tooele, Utah, Stati Uniti).

## Forma in cui si presenta in natura
La parapierrotite si presenta come cristalli di dimensione fino a 1 cm, prismatici lungo [001], con {100}, {110} e {100} prominenti. La lucentezza è semimetallica; il colore è nero, che diventa bianco con una leggera tinta crema in luce riflessa. Il pleocroismo è debole,
appena percettibile nell'aria, mentre nell'olio il colore va dal bianco-grigiastro a grigio-brunastro. Il colore del suo striscio è grigio.